# Yves Tanguy
Yves Tanguy, teljes nevén Raymond Georges Yves Tanguy (Párizs, 1900. január 5. – Woodbury, Connecticut, 1955. január 15.) francia  autodidakta szürrealista festő.

## Életpályája
Yves Tanguy Párizsban született, egy breton származású nyugdíjas hajóskapitány fiaként. 1908-ban meghalt az apja, és ekkor anyja visszaköltözött szülőfalujába, Locronanba, Bretagne-ba. Yves Tanguy 1918-tól egy ideig kereskedelmi hajón dolgozott, majd besorozták a hadseregbe, ahol Jacques Prévert-rel, majd később Marcel Duhamellel kötött barátságot. 1922-ben szerelt le, és visszatért Párizsba, ahol különféle alkalmi munkákból élt. A következő évben véletlenül meglátott egy Giorgio de Chirico-képet a Paul Guillaume galéria kirakatában, és azonnal elhatározta, hogy a festészettel fog foglalkozni, annak ellenére, hogy semmilyen ez irányú előképzettsége nem volt.
Tanulmányozta a kor művészeti irányzatait, látogatta a kiállításokat, galériákat, és magába szívta az új hatásokat. Bérelt egy picike kis műtermet magának, ott végezte sajátos önképzését. 1924 körül Prévert bevezette a szürrealisták közé, amely André Breton vezetésével működött. Hatásukra meglepő gyorsan kialakította saját festői stílusát, és részt vett a csoport minden hazai és külföldi kiállításán, sőt 1927-ben már sor került első önálló kiállítására is. Képeinek stílusát, felépítését úgy lehet jellemezni, mintha a tenger mélyén valamiféle amorf képződmények sorakoznának sejtelmes rendben. Szubjektív vízióról van szó, sajátos belső logikáról, szigorú belső törvényszerűségekről. 1925-ben megnősült. Breton szerződést kötött vele évi tizenkét festmény elkészítésére, amivel jelentősen javult az anyagi biztonsága (más kérdés, hogy csak nyolc képet készített el). 1938-ban elvált feleségétől, miután megismerte a szürrealista festőnőt, Kay Sage-et. Egyre több rokonságot találtak művészi törekvéseikben, összeházasodtak.
Sage 1939-ben, a második világháború fenyegetettsége miatt New Yorkba utazott, majd miután Tanguy-t katonai szolgálatra alkalmatlanná nyilvánították, ő is követte feleségét. Több helyen laktak: Kaliforniában, Kanadában, végül 1942-ben Connecticutban telepedtek le, egy Woodbury nevű farmon. Yves Tanguy 1948-ban megkapta az amerikai állampolgárságot. A teljes szabadságban folyamatosan festette képeit, stílusa egyre precízebbé vált, képei egyre bonyolultabbak, összetettebbek lettek. Az 1950-es években festői stílusa nagyot változott: a korábbi képlékeny teret hulladék-, mészkő- és lávahalmok töltik ki, amit egy adott pillanat megmerevített. 1955-ben súlyos agyvérzést kapott és meghalt. Hamvait felesége őrizte, egészen az ő, 1963-ban bekövetkezett haláláig. Később a hamvakat – Tanguy végrendelete értelmében – átszállították Európába, és a barátja, Pierre Matisse szétszórta Douarnenez tengerpartján, Bretagne-ban.
Tanguy esete egyedülálló a művészettörténetben. A szürrealizmus segítségével – példátlanul rövid idő alatt – olyan világot fedezett fel önmaga számára, amely csak rá jellemző, egyéni, ugyanakkor tökéletesen beleillik a szürrealista célkitűzésekbe. „Nem támaszkodik semmiféle sajátos festői előadásmódra, nincs szüksége semmilyen indoklásra. Ez a művészet zavartalanul, kristálytisztasággal közvetíti annak a szellemi világnak az üzenetét, amelyben a művész a külvilágtól elszigetelve él, s amelynek titkát sikerült kifejeznie, sőt értelmeznie.” André Breton „távoli expedíciók”-nak nevezte Tanguy festményeit.